# 裝甲戰鬥車輛
裝甲戰鬥車輛（英語：armoured fighting vehicle，縮寫：AFV），是裝有裝甲及重型武器的軍用戰鬥車輛。
裝甲戰鬥車輛以功能、作戰模式及武器裝備作分類，而各國在不同時期對相同種類的車輛又有不同分類，例如有些國家因裝甲運兵車及步兵戰車功能相似而把它們合併。裝甲戰鬥車輛通常有衍生型號，其衍生型又因功能不同而作不同分類。

## 坦克

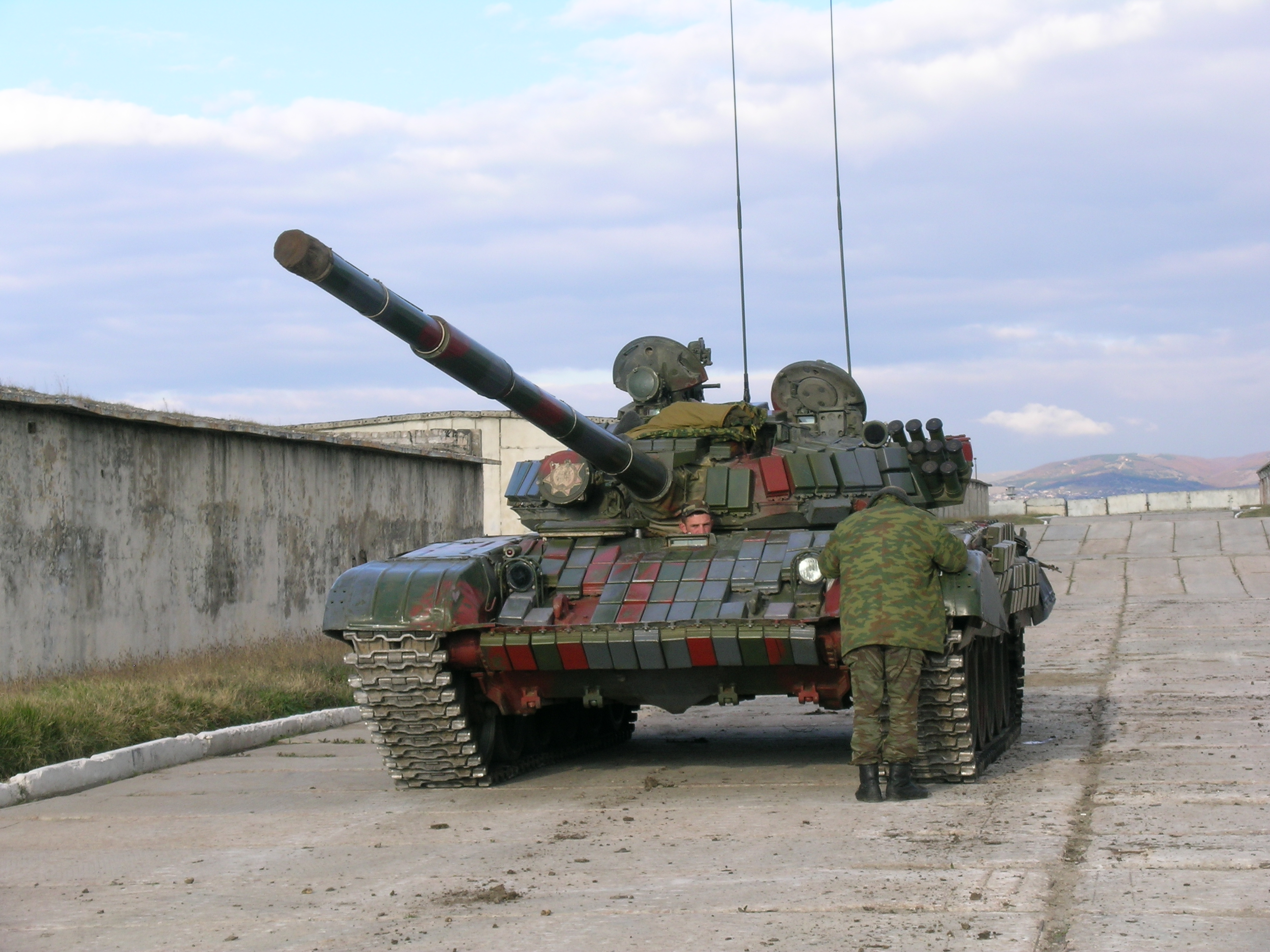
裝有爆炸反應裝甲的T-72

坦克，有「陸戰之王」之稱，是一種具有直射火力、高度越野機動性和裝甲防護的履帶式裝甲戰鬥車輛。現代主戰坦克更擁有高火力坦克砲、高功率引擎及在配有戰場上最高效能的裝甲，主要執行與對方坦克或其他裝甲車輛作戰，也可以壓制、消滅反坦克武器、摧毀工事、殲滅敵方有生力量。坦克主要由武器系統、火控系統、動力系統、通信系統、裝甲車體等系統組成，一般裝備一中或大口徑火砲（部份現代坦克的火砲甚至可以發射反坦克/直升機導彈），以及數挺防空（高射）或同軸（並列）機槍。坦克大多使用旋轉砲塔，但亦少數使用固定式砲塔，大多數現代坦克都具有一定的潛渡能力。

### 小坦克

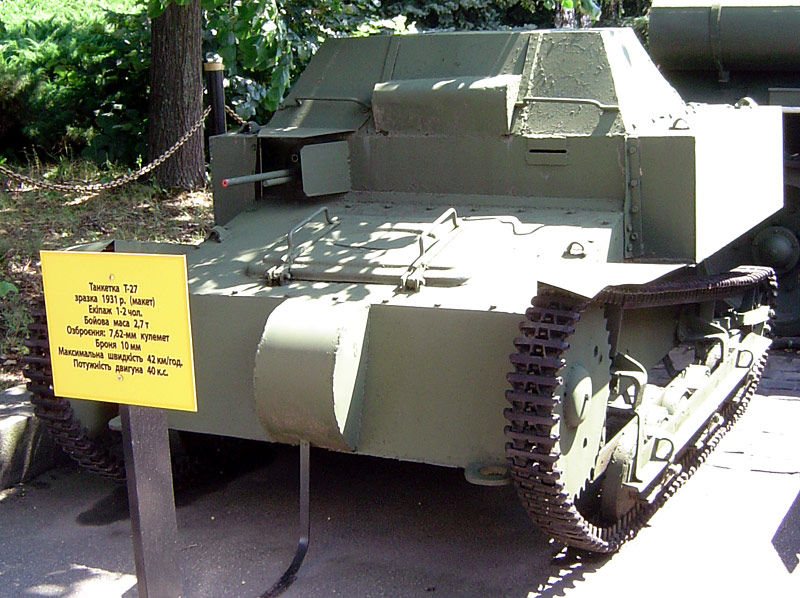
T-27小坦克

小坦克是種類似坦克但體積更小的裝甲戰鬥車輛，只能載一至二人。大部分小坦克都沒有砲塔，只配備一至二把機槍、機砲或榴彈發射器，主要用於支援步兵及偵察。小坦克在1930年至1941年之間生產，但由於用途有限及防護能力差等因素而被裝甲車快速取代。
比較著名的是英國的卡登·洛伊德超輕型戰車（Carden Loyd tankette），其他小坦克的亦以其作設計參考。二戰時的日本是生產最多小坦克的國家，因其輕巧的特性很適合在東南亞叢林作戰。

### 步兵坦克

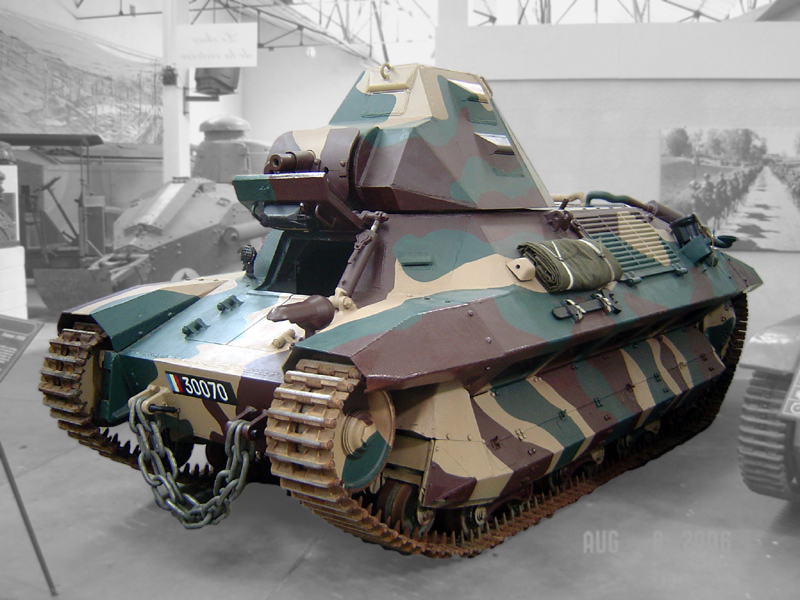
法國二戰時期陸軍裝備的FCM 36小戰車就是一款可以與步兵同行移動的步兵戰車代表

步兵坦克（英語：Infantry tank）步兵坦克，發源自英國與法國的戰車設計類型，速度通常也與步兵差不多，且擁有厚實的裝甲，在二戰初期，法軍此類戰車因裝甲之厚而令德軍難以對付，但由於作戰協調不佳和緩慢的速度，常被德軍以地面聯合兵力與空中聯合兵力消滅。

### 多砲塔坦克

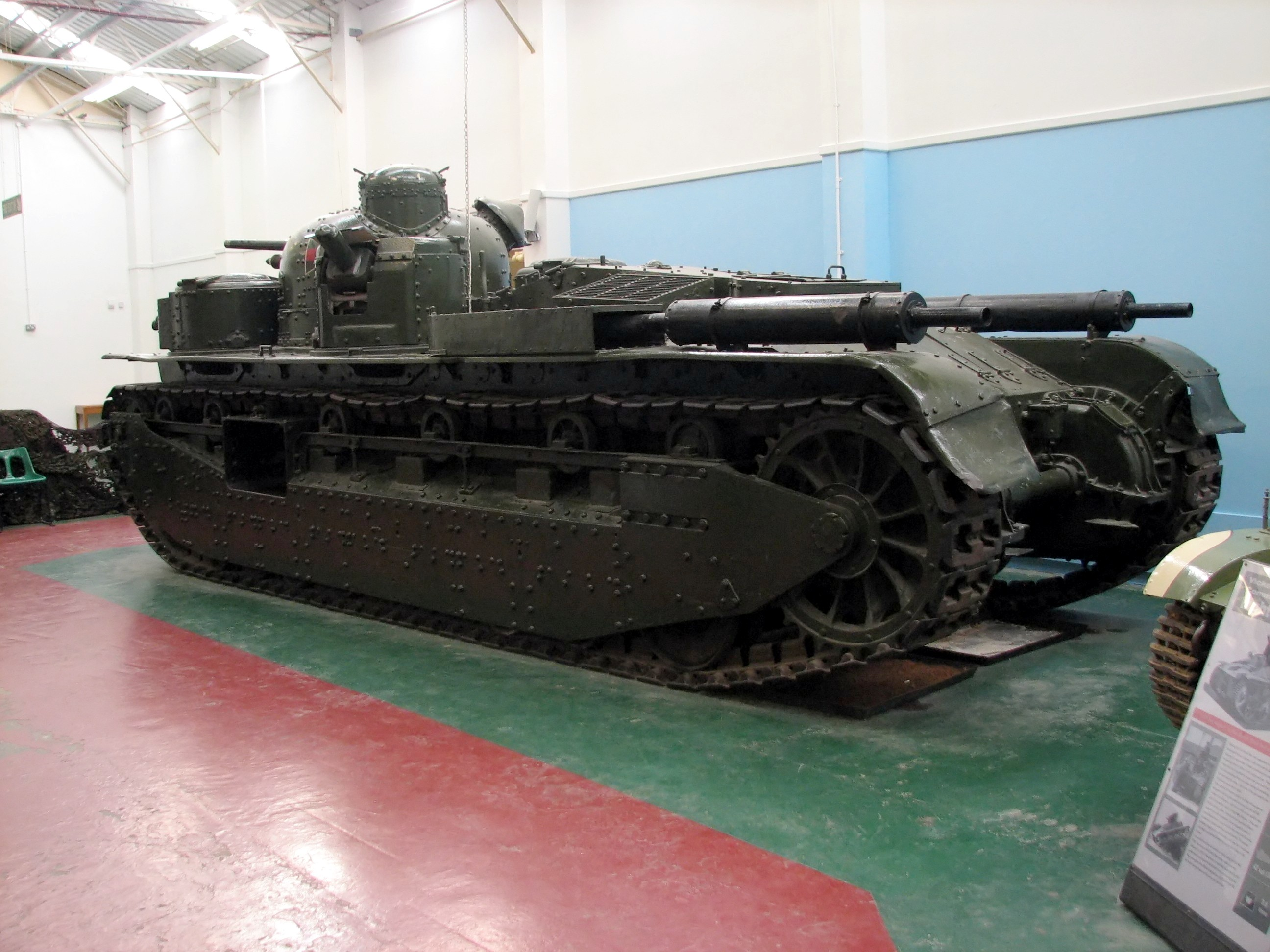
現藏於博文頓坦克博物館的A1E1獨立號坦克

多砲塔戰車，是在戰車上安裝數個砲塔的坦克，是在第一次世界大戰後各國在面對日後戰車構型以及使用戰術上所做的嘗試，此種設計在兩戰之間盛行了一段時間，也有數個國家採用，但是實戰測試結果發現此設計不符合新一代坦克戰術需求，在二戰爆發後即迅速的退出戰場。
而世界上的第一輛多砲塔坦克為A1E1獨立號坦克。

### 巡航戰車
在戰間期由英國和法國提出的戰車類型，用以進行戰車戰，對付敵方的戰車。

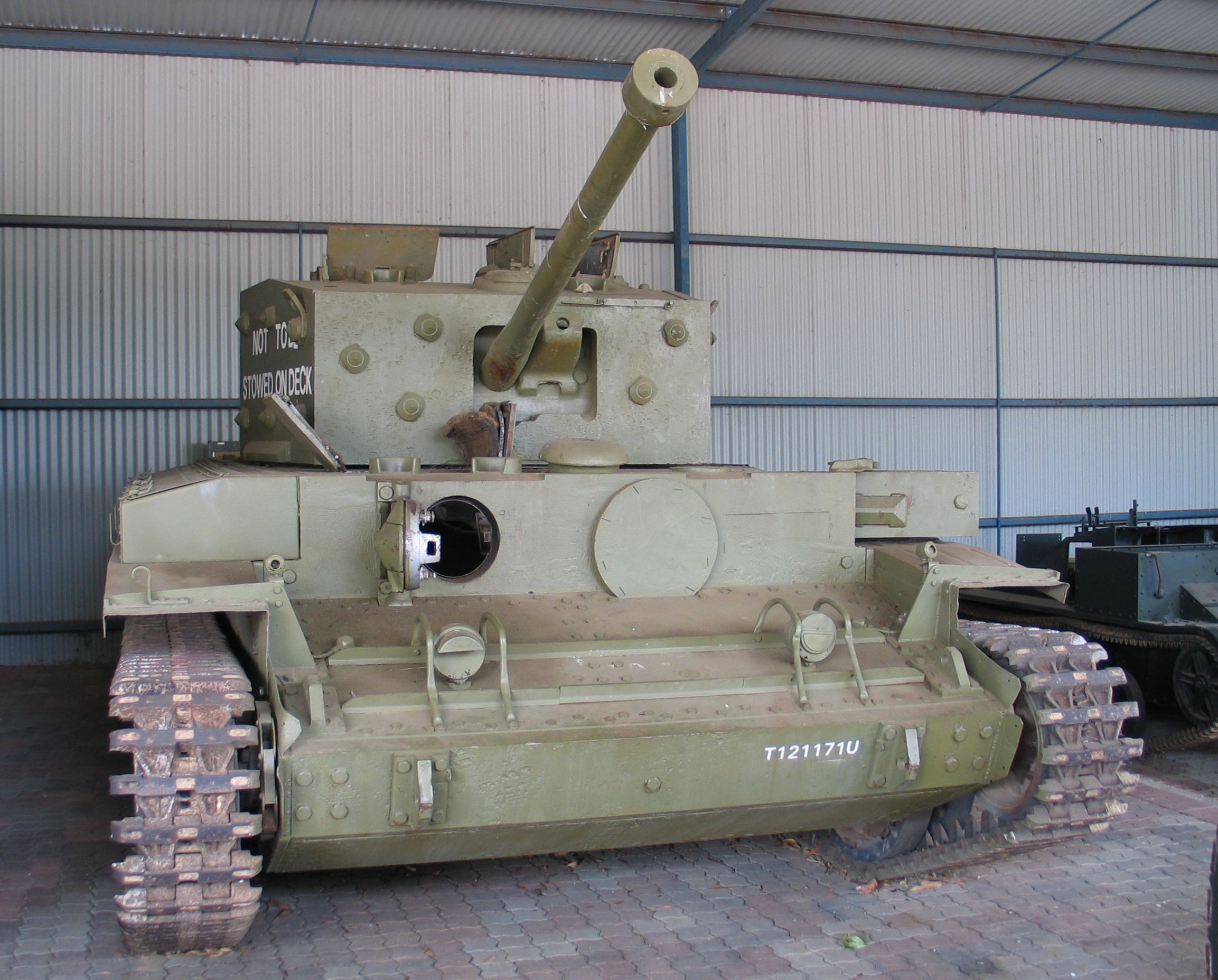
克倫威爾戰車Mk I

### 工兵戰車
起源於一戰時用來專們負責臨時填補壕溝的戰車，現代則發展成各種有裝甲的支援型戰車，如架橋戰車、工程用戰車等。

### 驅逐戰車

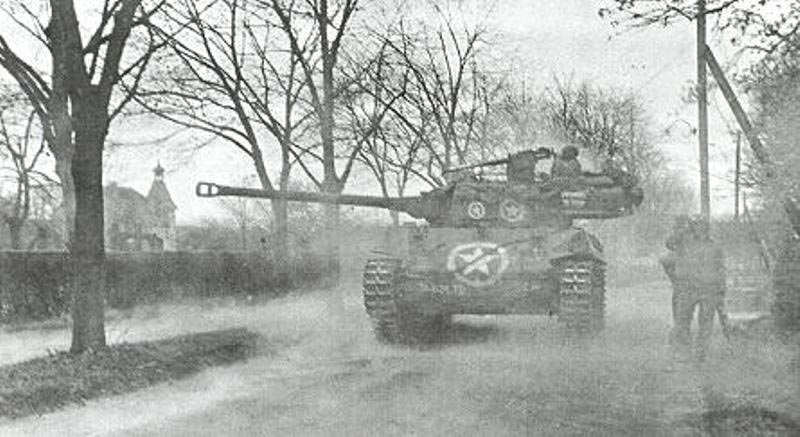
二戰美軍的M18地獄貓驅逐戰車

驅逐戰車，是專門反坦克及支援友軍步兵及坦克的履帶式裝甲戰鬥車輛，裝有驅逐戰車高初速的反坦克砲或反坦克導彈發射器。驅逐戰車不屬於坦克類別，部份驅逐戰車更無法有效對付敵方步兵。
二戰後各國漸以主戰坦克或反坦克飛彈載具取代驅逐戰車。

## 裝步戰車
裝步戰車，與裝甲運兵車功能相近，是運送步兵機動作戰用的裝甲戰鬥車輛。裝步戰車與裝甲運兵車不同的地方在於，裝步戰車的防護力較好，火力較大，能夠讓步兵乘車作戰，也能夠火力支援下車的步兵作戰。裝甲運兵車，則更接近於有裝甲的運輸車輛。裝步戰車有履帶和輪式兩種類型，大多可在水上行駛。經過準備之後，裝步戰車也可以渡過深度較大的河流。裝步戰車配備火力高於裝甲運兵車，有些甚至配備反坦克導彈。世界上首輛裝步戰車是西德開發的Lang HS.30，這個設計和作戰概念領先其他國家許多，也是後來其他國家紛紛仿傚的對象。時至今日，裝步戰車已經是各國伴隨坦克作戰的主要步兵作戰車種。

## 裝甲運兵車

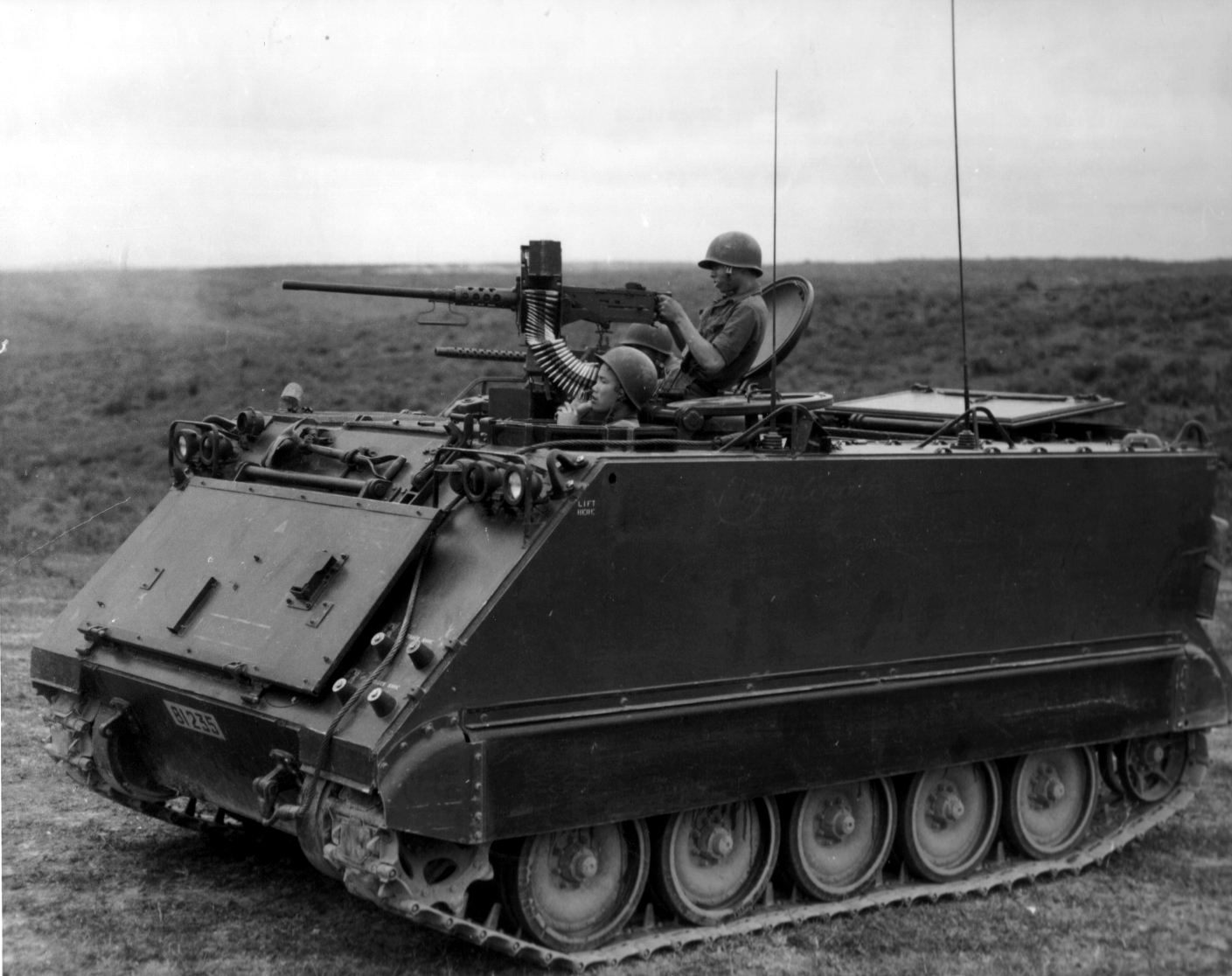
著名的M113裝甲運兵車

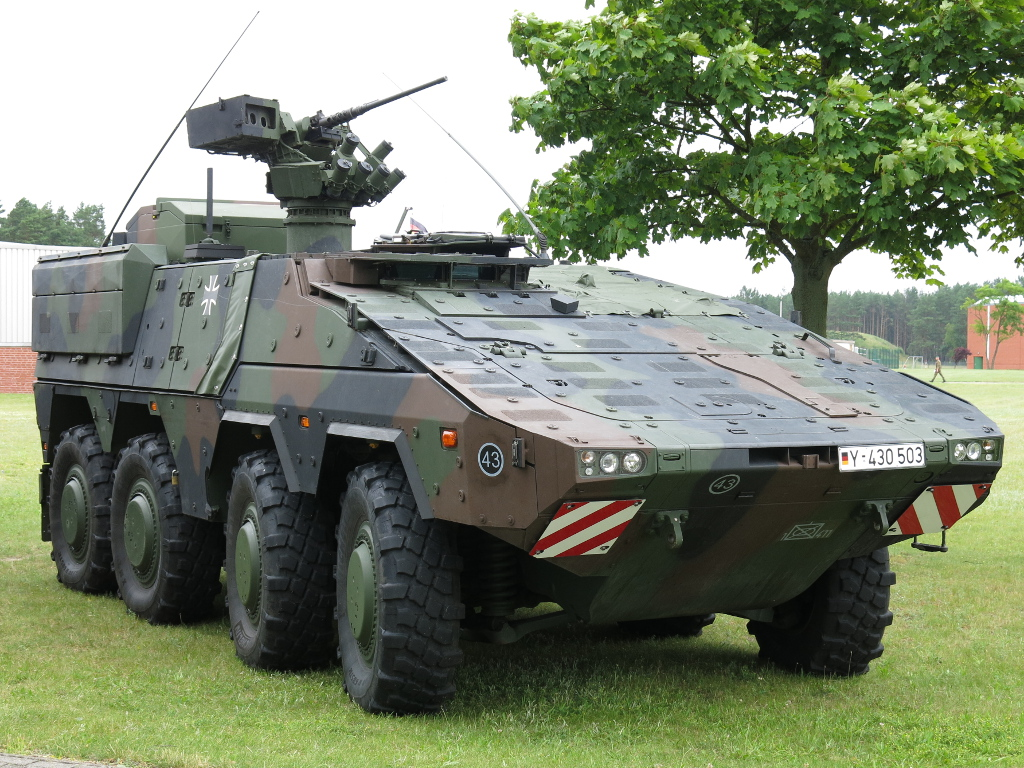
拳師裝甲車

裝甲運兵車是一種輸送步兵的輕型裝甲戰鬥車輛，可分履帶式或輪式，一般具有高機動力、較低的防護力及戰鬥力等特點。裝甲運兵車除了可以運輸步兵外，也可以運輸物資或補給品，暫時充當裝甲補給車。亦可以使用車上的機槍、機砲、反坦克導彈、迫擊砲等作武器攻擊敵人。

### 機動步兵車

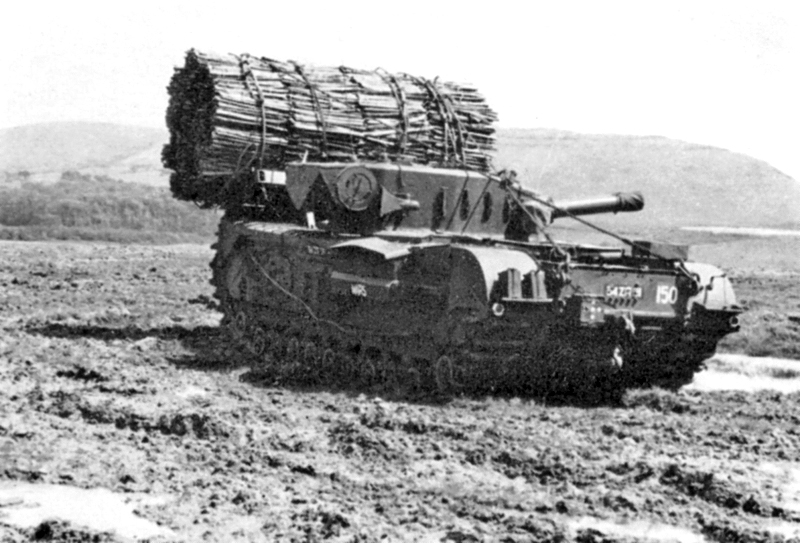
丘吉爾AVRE工兵戰車

機動步兵車（英語：Infantry mobility vehicle），也称装甲汽车（英語：Armored car），泛指轻型輪式裝甲車，是近代裝甲運兵車的一種衍生型，主要用於軍事巡邏、偵察及保安。

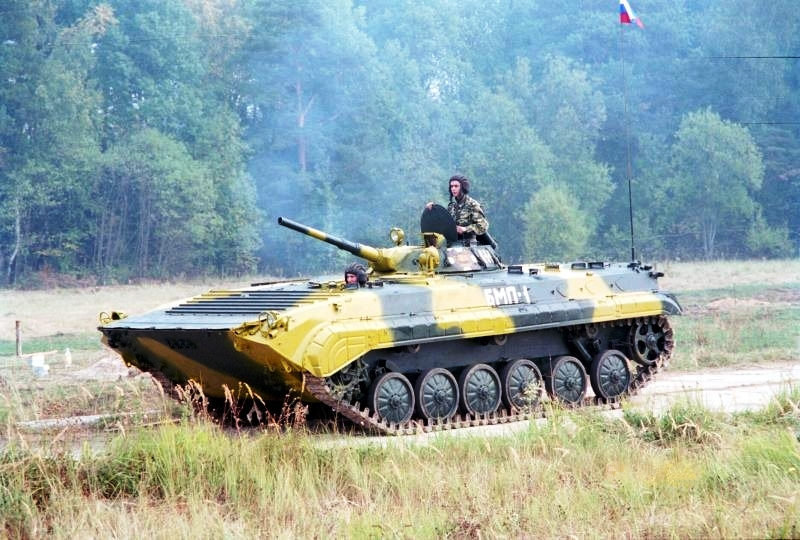
BMP-1步兵戰車

## 自行火砲

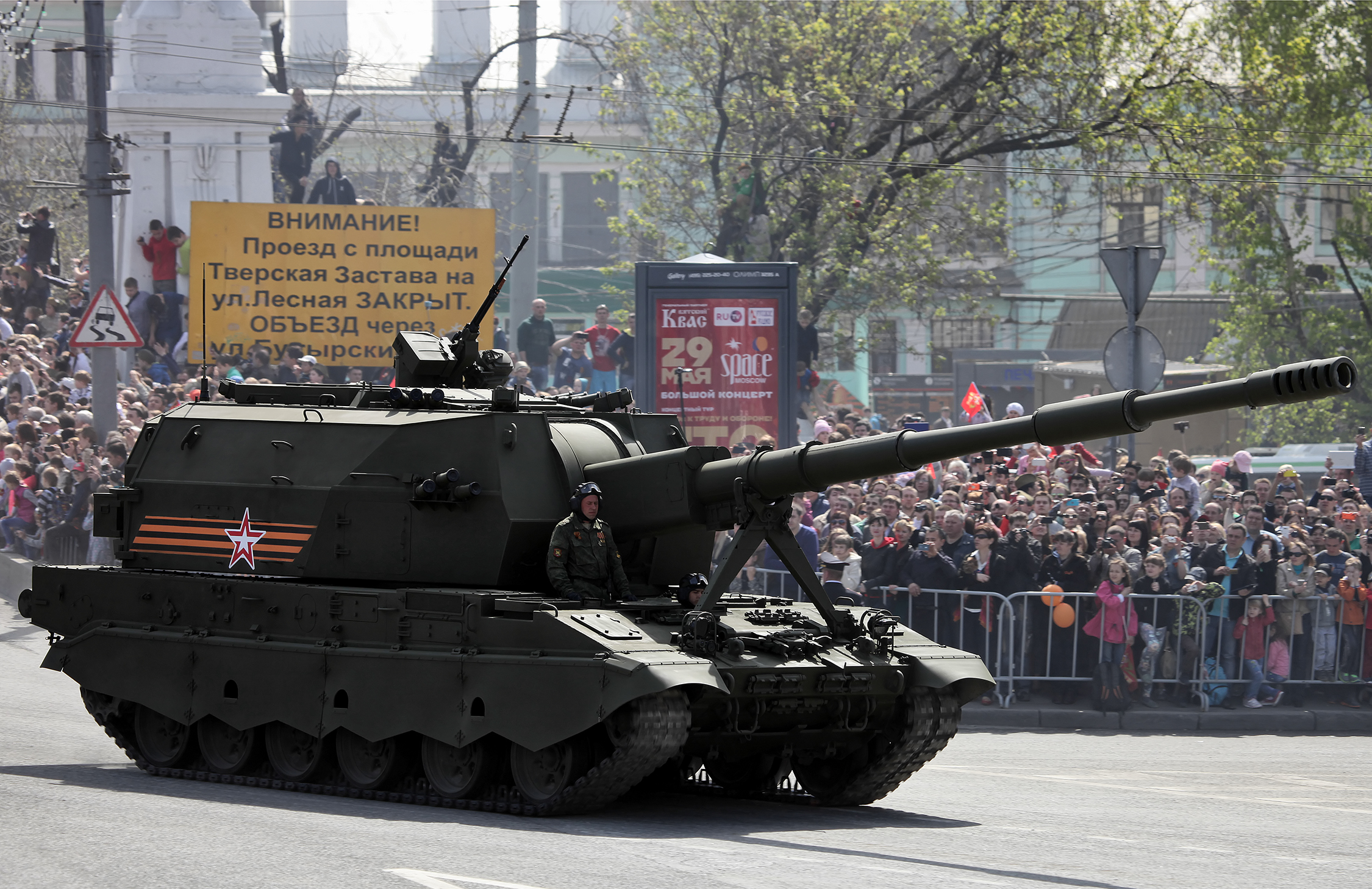
2015年莫斯科勝利日閱兵中的2S35自走砲

自走砲是指使用車輛底盤，可分履帶式或輪式，可以自行移動而無需牽引的火砲，大多有裝甲保護。自走砲擁有高火力的主砲，一般為榴彈砲、迫擊砲、加農砲、火箭砲或高射砲等，可輕易破壞輕裝甲目標及提供遠程精確火力打擊。

### 突擊砲

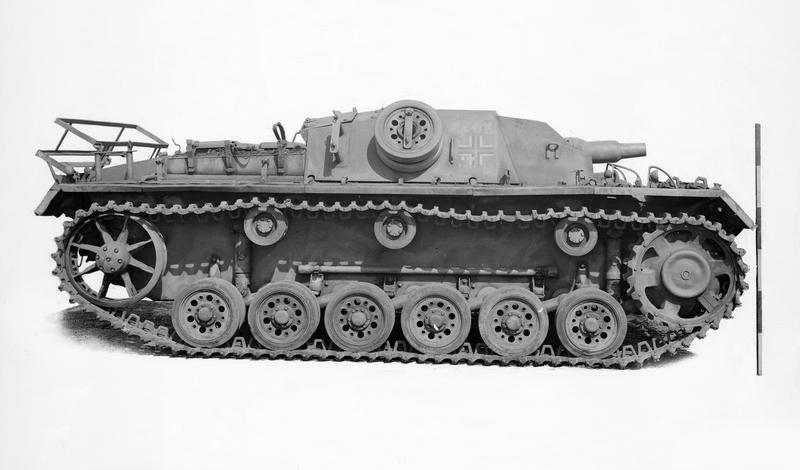
三號突擊砲初期型（C/D型）

突擊砲是一種用於直接支援步兵的自走砲衍生型，裝有大口徑主砲及發射高爆彈以攻擊敵方步兵。